# Album1
Album1 è il primo album in studio del disc jockey olandese San Holo, pubblicato nel 2018.

## Tracce
1. Everything Matters (When It Comes to You) – 5:36
2. Lift Me from the Ground (featuring Sofie Winterson) – 4:20
3. Show Me – 5:41
4. Brighter Days (featuring Bipolar Sunshine) – 3:56
5. Always on My Mind (featuring James Vincent McMorrow and Yvette Young) – 3:41
6. Go Back in Time – 4:21
7. Love (WIP) (featuring Cassini) – 4:22
8. Voices in My Head (featuring The Nicholas) – 4:52
9. Worthy – 4:59
10. Forever Free (featuring Duskus) – 6:22
11. Surface (featuring Caspian and Fazerdaze) – 6:02
12. Vestal Avenue – 4:15

## Premi
- 2018: "Edison Pop 2018 - Best Dance Album of 2018"
- 2019: "International Dance Music Awards - Best Electronic Album"